# Salí Mahmúd Osman
Salih Mahmoud Mohamed Osman (1957, Dárfúr, Súdán) je súdánský právník zaměřený na oblast lidských práv.
V roce 2007 mu byla udělena Sacharovova cena za svobodu myšlení.